# مگنا نایدو
مگنا نایدو (انگلیسی: Meghna Naidu؛ زادهٔ ۱۹ سپتامبر ۱۹۸۰) یک هنرپیشه اهل هند است. وی از سال ۱۹۹۹ میلادی تاکنون مشغول فعالیت بوده‌است.
از فیلم‌ها یا برنامه‌های تلویزیونی که وی در آن نقش داشته است می‌توان به باران، چقدر باحال هستیم ۳، بچه کوچک، زمیندار کوچک، پلنگ و پاندورانگادو اشاره کرد.